# Galium shanense
Galium shanense là một loài thực vật có hoa trong họ Thiến thảo. Loài này được R.Bhattacharjee mô tả khoa học đầu tiên năm 2006.